# Алжирская Сахара
Алжирская Сахара или Южные территории (фр. Les Territoires du Sud) — бывшая колония Франции с 1902 по 1962 год. Географически охватывала всю территорию современной алжирской Сахары и часть предгорий на севере Алжира.

## История
Возникла в результате военных побед Франции в битвах с туземными туарегами: Ин-Салах был взят в 1898 году; Тидикельт, Туат и Гурара подчинились в 1900 году. Общая площадь захваченного региона достигла 1 981 750 км².
Юридический статус Южных территорий за период 1902—1957 успел поменяться. До 1947 года 4 южные территории Аин-Сефра (Ain Sefra), Гардайя (Ghardaïa), Оазис (Oasis) со столицей в городах Уаргла и Туггурт сохраняли тип управления, существовавший в северном Алжире в XIX веке: они находились в ведении военных, которые подчинялись напрямую генерал-губернатору Алжира. Поскольку данные территории были малопригодны для европейской колонизации, Франция позволила туземным органам власти («les bureaux arabes») играть более значительную роль. В свою очередь три департамента Алжира, где доля не мусульман достигла 15 % всего населения, были включены в состав метрополии.
Движение за департаментализацию Алжирской Сахары и её интеграцию с Северным Алжиром активно развернулось после 1947 года и завершилось к 1957 году. В конце 1940-х годов Франция также намеревалась включить в состав Алжирской Сахары временно оккупированный ливийский Феззан, или хотя бы некоторые его части (г. Гат). Эти планы потерпели неудачу. В 1962 году весь Алжир получил независимость.